# 斜硅镁石
斜硅镁石（英語：Clinohumite）是矽鎂石組中少見的成員，根據化學式(Mg, Fe)
9(SiO
4)
4(F,OH)
2，是矽酸鎂的一種。該分子式可以認為是四顆橄欖石Mg
2SiO
4加上一顆水鎂石Mg(OH)
2。這種礦物本質上是一種水合橄欖石存在於蝕變的超鎂鐵岩和火成碳酸鹽岩中，在岩石中常呈微小的顆粒，大的自形斜硅镁石晶體很少，斜硅镁石和粒硅镁石為矽鎂石，被分類為寶石級礦物，已知有兩個寶石級斜硅镁石礦區：塔吉克斯坦的帕米爾山脈和西伯利亞北部的泰梅
爾地區，成品為製成黃橙色系的寶石。

## 屬性
斜硅镁石是一種單斜晶系礦物，通常呈深色至淺褐色或橙黃色，有點類似於鈣鋁榴石的變體。 斜硅镁石的晶習通常呈細顆粒粒狀，或棱柱狀。常见{100}简单双晶或页片双晶，因而導致習性高度變化。斜硅镁石質脆，硬度為6，解理差。比重3.2～3.4，斷口呈貝殼狀至參差不齊；具白色条痕。斜硅镁石的透明度從透明到半透明不等，光澤範圍從暗淡的玻璃狀到樹脂狀。其折射率（鈉光589.3nm）為：α1.631；β 1.638–1.647；γ 1.668;，最大雙折射為0.028（雙軸正）。在短波紫外線下，一些斜硅镁石會發出橙黃色熒光，在長波紫外線下幾乎沒有反應。
在泰米爾Taymyr出產的斜硅镁石呈深紅棕色，而帕米爾Pamir的斜硅镁石呈亮黃色至橙色或棕橙色，具有略大於6的硬度、較低的比重（3.18）和較高的最大雙折射率（0.036）。矽鎂石組的礦物中的羥基和氟含量各不相同，加上鐵通常會替代鎂，從而導致物理和光學性質發生變化。鈦的取代也會引起顯著光學性質的變化，產生含鈦的斜硅镁石品種。 因此，鑒定矽鎂石質族礦物相對容易，但很難準確確定品種。在斜硅镁石中，其他常見雜質包括鋁、錳和鈣。

## 成因及產狀
斜硅镁石是接觸變質作用的產物，主要产于岩浆岩与白云岩接触带的镁矽卡岩中，斜硅镁石为該族矿物，在接觸變質作用中形成最早的矿物，可直接交代白云岩形成。通常呈嵌在石灰岩中的細小顆粒。斜硅镁石的主要伴生礦物有磁铁矿、粒硅镁石、硅镁石、金云母、镁橄榄石、方解石、滑石、尖晶石、霞石, 黑雲母, 矽灰石等。
斜硅镁石也是橄欖岩中捕虜岩之一。在討論該礦物可能為地幔中重要水庫，因爲斜硅镁石在整個上地幔至少410公里的深度都是穩定的，並且是地球內部該區域水（H）的宿主。.

### 產地
標準產地在意大利那不勒斯附近的維蘇威火山的噴出石灰岩物內。上述帕米爾和泰米爾寶石級斜硅镁石分別在1980年和1876年被發現，這些礦床只是零星地被開採，因此斜硅镁石仍然是最稀有的寶石之一。。